# Kaija Koo

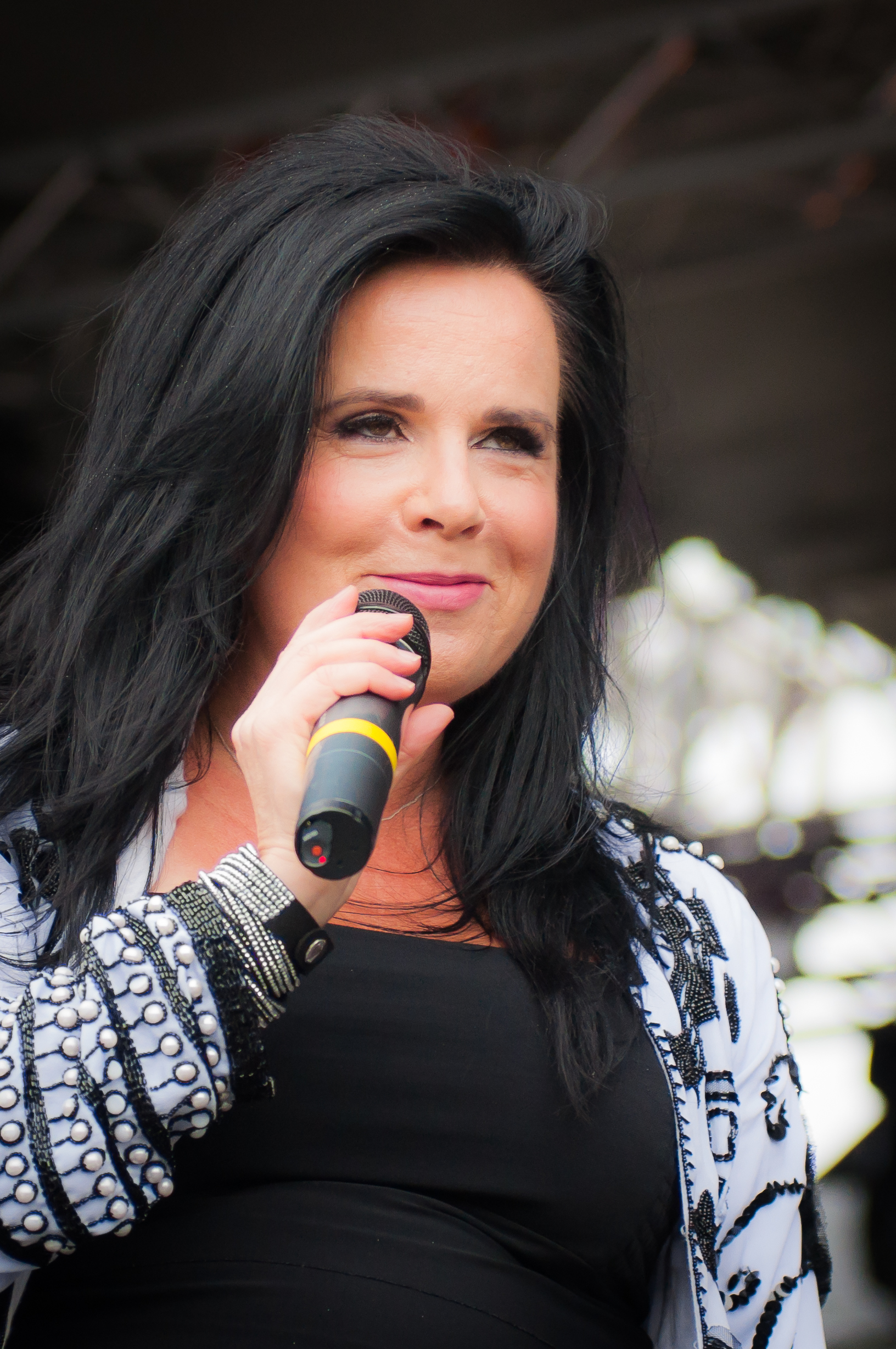
Kaija Koo auf dem Rakuunarock Festival, Lappeenranta, Juli 2013

Kaija Koo (mit bürgerlichen Namen Kaija Irmeli Kokkola; geboren am 10. September 1962 in Helsinki) ist eine finnische Pop- und Schlagersängerin.
Ihr Album Tuulten viemää von 1993 ist mit über 175.000 Stück eines der meistverkauften Alben in Finnland, und insgesamt wurden ihre Platten über eine halbe Million Mal verkauft.
Kaija Koo hat die Emma-Auszeichnung für die beste Sängerin des Jahres häufiger gewonnen als irgendjemand sonst, nämlich dreimal, in den Jahren 1993, 1997 und 2014.

## Karriere
Kaija Koo wurde zunächst bekannt als Sängerin der Rock- und Disco-Band Steel City in den 1980er Jahren. Daneben sang sie auch als Background u. a. auf Alben des Rocksängers Maukka Perusjätkä sowie für den Pop-Sänger Frederik beim finnischen Vorentscheid zum Eurovision Song Contest 1981. Das Lied Titanic wurde dann Frederiks größter Hit. Beim ESC 1984 hat sie als Background beim Lied Hengaillaan des Rocksängers Kirka gesungen und 1985 bei Eläköön Elämä von Sonja Lumme.
Ihr erstes Soloalbum Kun savukkeet on loppuneet hat sie 1986 veröffentlicht. Das Album wurde produziert von Risto Asikainen, und die erste Single daraus, Kaikki vanhat filmit, wurde zum Radiohit. Zur gleichen Zeit verstarb ihr Vater, weswegen sie dann ihre Karriere für längere Zeit unterbrochen hat.
Sie kam zurück im Jahre 1993 mit dem Album Tuulten viemää, das von ihrem Mann Markku Impiö produziert wurde. Die Platte blieb 66 Wochen in den Charts und erreichte den dreifachen Platin-Status. Tuulten viemää ist mit 175.000 Stück eines der meistverkauften Alben aller Zeiten in Finnland. Kaija Koo erhielt in diesem Jahr den Emma-Preis für die beste Sängerin des Jahres, das Album wurde das beste Album des Jahres und das Lied Kuka keksi rakkauden die beste Komposition des Jahres. Markku Impiö wurde der beste Produzent des Jahres.
Auch die nächsten Alben von Kaija verkauften sich gut: Tuulikello (1995) erreichte doppelten Platin-Status und Unihiekkamyrsky (1997) Platin. 1998 wurde Kaija Koo bei der Emma-Gala erneut als beste Sängerin des Jahres ausgezeichnet. Goldstatus erreichten die Alben Operaatio jalokivimeri von 1998, Tinakenkätyttö von 1999 sowie Mikään ei riitä von 2002. Die im Jahre 2000 erschienene Kompilation Tuuleen piirretyt vuodet 1980–2000 erreichte Platin. Insgesamt haben sich die Alben von Kaija Koo mehr als 500.000 mal verkauft.
Markku Impiö produzierte das 2007 veröffentlichte Album H-Hetki. 2009 hat Kaija am Wettbewerb Iskelmä-Finlandia teilgenommen.
Im Frühjahr 2010 beendete Kaija die Zusammenarbeit mit der Plattenfirma Bonnier Amigo Music Group und schloss einen Vertrag mit Päijät-Hämeen Sorto ja Riisto (die von Apulanta und der Journalistin Katja Ståhl gegründet wurde). Das neue Album Irti und die Single Vapaa wurden im Herbst 2010 veröffentlicht. Vapaa wurde zum Radiohit und Verkaufsschlager und erreichte bereits als Single den Platin-Status.
Die Zusammenarbeit mit Päijät-Hämeen Sorto ja Riisto wurde bereits im Mai 2011 nach einem Album beendet. Im Herbst hat Kaija Koo eine weitere Kompilation Kaunis rietas onnellinen – Parhaat 1980–2011 veröffentlicht, welche auch drei neue Lieder beinhaltete und wieder Platin-Status erreichte. Im gleichen Herbst nahm Kaija am Wettbewerb Syksyn sävel teil, mit dem Lied Kaunis rietas onnellinen.
Im Herbst 2011 nahm Kaija Koo am Fernseh-Wettbewerb Kuorosota als Leiterin des Chors von Tuusula teil.
Im Herbst 2012 trat sie im Programm Vain elämää des Fernsehkanals Nelonen auf, wo sieben Sänger jeweils die Lieder eines anderen interpretieren. Im April 2014 wurde ihr neues Album Kuka sen opettaa veröffentlicht. 2015 hat sie zum dritten Mal den Emma-Preis für die beste Sängerin des Jahres erhalten.
Im Mai 2016 kam mit Siniset tikkaat die erste Single aus dem folgenden Album Sinun naisesi heraus.
Im Herbst 2017 trat Kaija Koo erneut bei Vain elämää auf. Zu dieser siebten Edition wurden nur Künstler eingeladen, die bereits bei früheren Folgen dabei waren.
Im Juni 2018 hat sie zusammen mit Reino Nordin die Single Paa mut cooleriin veröffentlicht. Ende August dann die Single Mun sydän. Anfang Dezember nahm sie eine neue Version des Hits Tule lähemmäs beibi auf, zusammen mit Jenni Vartiainen, Vesala i Sanni.

## Privates
Kaija Koo litt in ihrer Jugend an einer sozialen Angststörung. Als sie 24 Jahre alt war, kam ihr Vater bei einer Flugzeugkatastrophe um, im Jahre 2016 starb ihre Mutter.
Kaija Koo war bis 2006 mit dem Songschreiber und Musikproduzenten Markku Impiö verheiratet. Trotz der Scheidung arbeiten sie weiterhin zusammen. Sie haben einen Sohn.
Im September 2016 gab Kaija bekannt, dass sie wegen einer Operation an der Hüfte im November bis zum nächsten Frühling eine Pause einlegt.

## Diskografie

### Studioalben
| Jahr | Titel Musiklabel                            | Höchstplatzierung, Gesamtwochen, AuszeichnungChartsChartplatzierungen (Jahr, Titel, Musiklabel, Platzierungen, Wochen, Auszeichnungen, Anmerkungen) | Anmerkungen                                                                                         |
| Jahr | Titel Musiklabel                            | FI | Anmerkungen                                                                                         |
| ---- | ------------------------------------------- | --- | --------------------------------------------------------------------------------------------------- |
| 1986 | Kun savukkeet on loppuneet Hi-Hat           | — | Erstveröffentlichung: 1986 Format: LP, Kompaktkassette, CD, digital                                 |
| 1993 | Tuulten viemää Warner Music Finland         | FI— ×3DreifachplatinFI | Erstveröffentlichung: 1993 Format: LP, Kompaktkassette, CD (1994), digital (2012) Verkäufe: 175.144 |
| 1995 | Tuulikello Warner Music Finland             | FI7 ×2Doppelplatin · (12 Wo.)FI | Erstveröffentlichung: 1995 Format: CD, digital Verkäufe: 107.732                                    |
| 1997 | Unihiekkamyrsky Warner Music Finland        | FI1 Platin · (17 Wo.)FI | Erstveröffentlichung: Mai 1997 Format: CD, digital Verkäufe: 52.796                                 |
| 1998 | Operaatio jalokivimeri Warner Music Finland | FI1 Gold · (14 Wo.)FI | Erstveröffentlichung: 1998 Format: CD, digital Verkäufe: 37.981                                     |
| 1999 | Tinakenkätyttö Universal Music              | FI5 Gold · (11 Wo.)FI | Erstveröffentlichung: 1999 Format: CD, digital Verkäufe: 27.004                                     |
| 2002 | Mikään ei riitä Universal Music             | FI2 Gold · (10 Wo.)FI | Erstveröffentlichung: 29. April 2002 Format: CD, digital Verkäufe: 22.460                           |
| 2004 | Viiden minuutin hiljaisuus Universal Music  | FI3 (8 Wo.)FI | Erstveröffentlichung: 24. September 2004 Format: CD, digital                                        |
| 2005 | Joulukirkossa Universal Music               | — | Erstveröffentlichung: 2005 Format: CD, digital                                                      |
| 2007 | H-Hetki Bonnier Amigo Music Finland         | FI10 (8 Wo.)FI | Erstveröffentlichung: 24. Oktober 2007 Format: CD, digital                                          |
| 2010 | Irti Päijät-Hämeen Sorto Ja Riisto          | FI2 Gold · (20 Wo.)FI | Erstveröffentlichung: 17. November 2010 Format: CD, digital Verkäufe: 26.173                        |
| 2014 | Kuka sen opettaa Warner Music Finland       | FI1 Gold · (48 Wo.)FI | Erstveröffentlichung: 11. April 2014 Format: CD, digital Verkäufe: 18.633                           |
| 2016 | Sinun naisesi Warner Music Finland          | FI4 Gold · (62 Wo.)FI | Erstveröffentlichung: 4. November 2016                                                              |
| 2021 | Taipumaton Warner Music Finland             | FI1 (26 Wo.)FI | Erstveröffentlichung: 23. April 2021                                                                |

grau schraffiert: keine Chartdaten aus diesem Jahr verfügbar

### Kompilationen
| Jahr | Titel Musiklabel                                                  | Höchstplatzierung, Gesamtwochen, AuszeichnungChartsChartplatzierungen (Jahr, Titel, Musiklabel, Platzierungen, Wochen, Auszeichnungen, Anmerkungen) | Anmerkungen                                                                    |
| Jahr | Titel Musiklabel                                                  | FI | Anmerkungen                                                                    |
| ---- | ----------------------------------------------------------------- | --- | ------------------------------------------------------------------------------ |
| 1994 | Suomen parhaat Finnlevy                                           | — | Erstveröffentlichung: 1994 Format: CD, digital                                 |
| 2000 | Tuuleen piirretyt vuodet 1980–2000 Warner Music Finland           | FI5 Platin · (21 Wo.)FI | Erstveröffentlichung: 2000 Format: 2CD, digital Verkäufe: 40.795               |
| 2006 | Minä olen muistanut Universal Music                               | — | Erstveröffentlichung: 2006 Format: CD                                          |
| 2007 | Lauluja rakkaudesta Warner Music Finland                          | — | Erstveröffentlichung: 2007 Format: CD, digital                                 |
| 2010 | Tähtisarja – 30 suosikkia Warner Music Finland                    | FI46 (1 Wo.)FI | Erstveröffentlichung: 2010 Format: CD, digital                                 |
| 2011 | Kaunis rietas onnellinen – Parhaat 1980–2011 Warner Music Finland | FI2 ×2Doppelplatin · (35 Wo.)FI | Erstveröffentlichung: 28. September 2011 Format: 2CD, digital Verkäufe: 46.394 |
| 2011 | Suomiklassikot 2 Warner Music Finland                             | — | Erstveröffentlichung: 2011 Format: 2CD                                         |

grau schraffiert: keine Chartdaten aus diesem Jahr verfügbar

### Singles
| Jahr | Titel Album                                                           | Höchstplatzierung, Gesamtwochen, AuszeichnungChartsChartplatzierungen (Jahr, Titel, Album, Platzierungen, Wochen, Auszeichnungen, Anmerkungen) | Anmerkungen                                       |
| Jahr | Titel Album                                                           | FI | Anmerkungen                                       |
| --- | --------------------------------------------------------------------- | --- | ------------------------------------------------- |
| 1999 | Tinakenkätyttö                                                        | FI10 (5 Wo.)FI | Erstveröffentlichung: 1999                        |
| 2002 | Mikään ei riitä                                                       | FI15 (2 Wo.)FI | Erstveröffentlichung: 2002                        |
| 2010 | Vapaa Irti                                                            | FI1 Platin · (30 Wo.)FI | Erstveröffentlichung: 2010 Verkäufe: 10.817       |
| 2011 | Kaunis rietas onnellinen Kaunis rietas onnellinen – Parhaat 1980–2011 | FI7 (12 Wo.)FI | Erstveröffentlichung: 2011                        |
| 2014 | Kuka sen opettaa                                                      | FI17 (6 Wo.)FI | Erstveröffentlichung: 2014                        |
| 2016 | Nää yöt ei anna armoo Sinun naisesi                                   | FI6 (7 Wo.)FI | Erstveröffentlichung: 2016 featuring Cheek        |
| 2017 | Syypää sun hymyyn Vain elämää – kausi 7, ensimmäinen kattaus          | FI12 (2 Wo.)FI | Erstveröffentlichung: 2017                        |
| 2018 | Mun sydän Taipumaton                                                  | FI7 (4 Wo.)FI | Erstveröffentlichung: 31. August 2018             |
| 2020 | Onnellinen loppu Taipumaton                                           | FI14 (2 Wo.)FI | Erstveröffentlichung: 24. Januar 2020             |
| 2021 | Sattuu Taipumaton                                                     | FI11 (3 Wo.)FI | Erstveröffentlichung: 16. Juli 2021 feat. Pyhimys |
| 2025 | Räsypokka –                                                           | FI33 (… Wo.)FI | Erstveröffentlichung: 9. Mai 2025                 |
| Folgende Lieder erschienen nicht als Single, wurden aber durch das Album zum Download und Streaming bereitgestellt und konnten somit eine Platzierung erlangen: |                                                                       | |                                                   |
| |                                                                       | |                                                   |
| 2021 | Sateenkaari pimeessä Taipumaton                                       | FI14 (2 Wo.)FI |                                                   |

Weitere Singles
| - 1983: Muodikkaat kasvot - 1984: Velho - 1984: Kolmen jälkeen aamulla - 1985: Tyhjyys - 1985: Kaikki vanhat filmit - 1986: Kun savukkeet on loppuneet - 1986: Pelkään sua, pelkäät mua - 1993: Kuka keksi rakkauden - 1993: Hanat aukeaa - 1993: Niin kaunis on hiljaisuus - 1993: Tule lähemmäs beibi - 1994: Kylmä ilman sua - 1995: Menneen talven lumet (Promo) - 1995: Seuraavassa elämässä - 1995: Taivas sisälläni - 1995: Viisi vuodenaikaa - 1995: Tuulikello - 1995: Maailman tuulet vie - 1997: Unihiekkamyrsky (Promo) - 1997: Minä muistan sinut - 1998: Minun tuulessani soi - 1998: Päivät lentää - 1998: Siipiveikko - 1998: Valomerkin aikaan - 1999: Isä - 2000: Ex-nainen - 2000: Jos sua ei ois ollut (Promo) - 2001: Antaa olla (Promo) - 2002: Yhtä kaikki - 2002: Et voi satuttaa enää (Promo) | - 2004: Kylmät kyyneleet (Promo) - 2004: Aika jättää (Promo) - 2004: Alan jo unohtaa (Promo) - 2005: Huone kahdelle (Promo) - 2005: Jouluyö, juhlayö (Promo) - 2006: Minä olen muistanut (Promo) - 2007: Mentävä on - 2007: Erottamattomat (Promo) - 2007: Miltä se tuntuu? (Promo) - 2008: Minä uskon (Promo) - 2010: Rakkaus on voimaa (Promo) - 2011: Ja mä laulan (Promo) - 2011: Vanhaa suolaa (Promo) - 2012: Päivä kerrallaan (Promo) - 2014: Supernaiset - 2014: Surulapsi - 2014: Ajoin koko yön - 2015: En pelkää pimeää - 2016: Siniset tikkaat - 2016: Joku jonka vuoksi kuolla - 2017: Tanssii kuin John Travolta - 2017: Että mitähän vittua - 2017: Valot pimeyksien reunoilla - 2017: Suru on kunniavieras - 2017: Rakastettu - 2017: En etsi valtaa loistoa - 2018: Paa mut cooleriin (feat. Reino Nordin) - 2018: Tule lähemmäs beibi 2018 (mit Jenni Vartiainen, Vesala & Sanni) - 2019: Pelkkää voittoo |

### Musikvideos
| Jahr | Titel                    | Produktion              |
| ---- | ------------------------ | ----------------------- |
| 1999 | Tinakenkätyttö           | Mervi Rannikko          |
| 2010 | Vapaa                    | Teemu Nikki             |
| 2011 | Kaunis rietas onnellinen | Tuukka Temonen          |
| 2014 | Kuka sen opettaa         | Mikko Harma             |
| 2016 | Nää yöt ei anna armoo    | Hannu Aukia             |
| 2018 | Paa mut cooleriin        | Rudi Rok                |
| 2018 | Tule lähemmäs beibi 2018 | Niko Kelkka, Miro Laiho |